# 地平線：美國傳奇 第二部
《地平線：美國傳奇 第二部》（英語：Horizon: An American Saga – Chapter 2）是2024年美國史詩西部片，由凯文·科斯特纳自編自導自演，是《地平線：美國傳奇》四部曲的第二部。本片定于2024年9月7日在第81屆威尼斯影展首映，院線上映時間待定。

## 製作
本片於2023年5月開拍。

## 上映
2023年10月，報導稱本片將於2024年8月16日在美國上映，與第一部的檔期6月28日相隔不到兩個月。2024年7月，由於第一部票房不佳，本片的檔期被撤下。

## 外部連結
- 官方网站
- 互联网电影数据库（IMDb）上《地平線：美國傳奇 第二部》的资料（英文）